# Aceituna
Aceituna è un comune spagnolo di 687 abitanti situato nella comunità autonoma dell'Estremadura.